# Szczecin
Szczecin (tiếng Đức: Stettin tiếng Kashubia: Sztetëno [ʂtɛtənɔ]; tiếng Latin: Stetinum, Sedinum), trước đây còn được gọi là Stettin, là thành phố thủ phủ của tỉnh Tây Pomeran (Zachodniopomorskie), Ba Lan. Đây là thành phố lớn thứ bảy của đất nước này, và là cảng biển lớn nhất Ba Lan nằm trên Biển Baltic. Theo điều tra dân số năm 2005 thành phố có tổng dân số là 420.638 người. Tính đến tháng 6 năm 2009 dân số của thành phố này là 406.427 người.
Szczecin nằm bên sông Oder, phía nam của phá Szczecin và Vịnh Pomerania. Thành phố nằm dọc theo bờ tây nam của hồ Dąbie, hai bên bờ sông Oder và trên một số hòn đảo lớn giữa các chi nhánh phía tây và phía đông của sông. Szczecin giáp giới với thị trấn Police, thủ phủ của quận Police, nằm tại một cửa sông của sông Oder.
Thành phố có hệ thống tàu điện dài 110 km, khổ đường sắt 1.435 m.

Szczecin
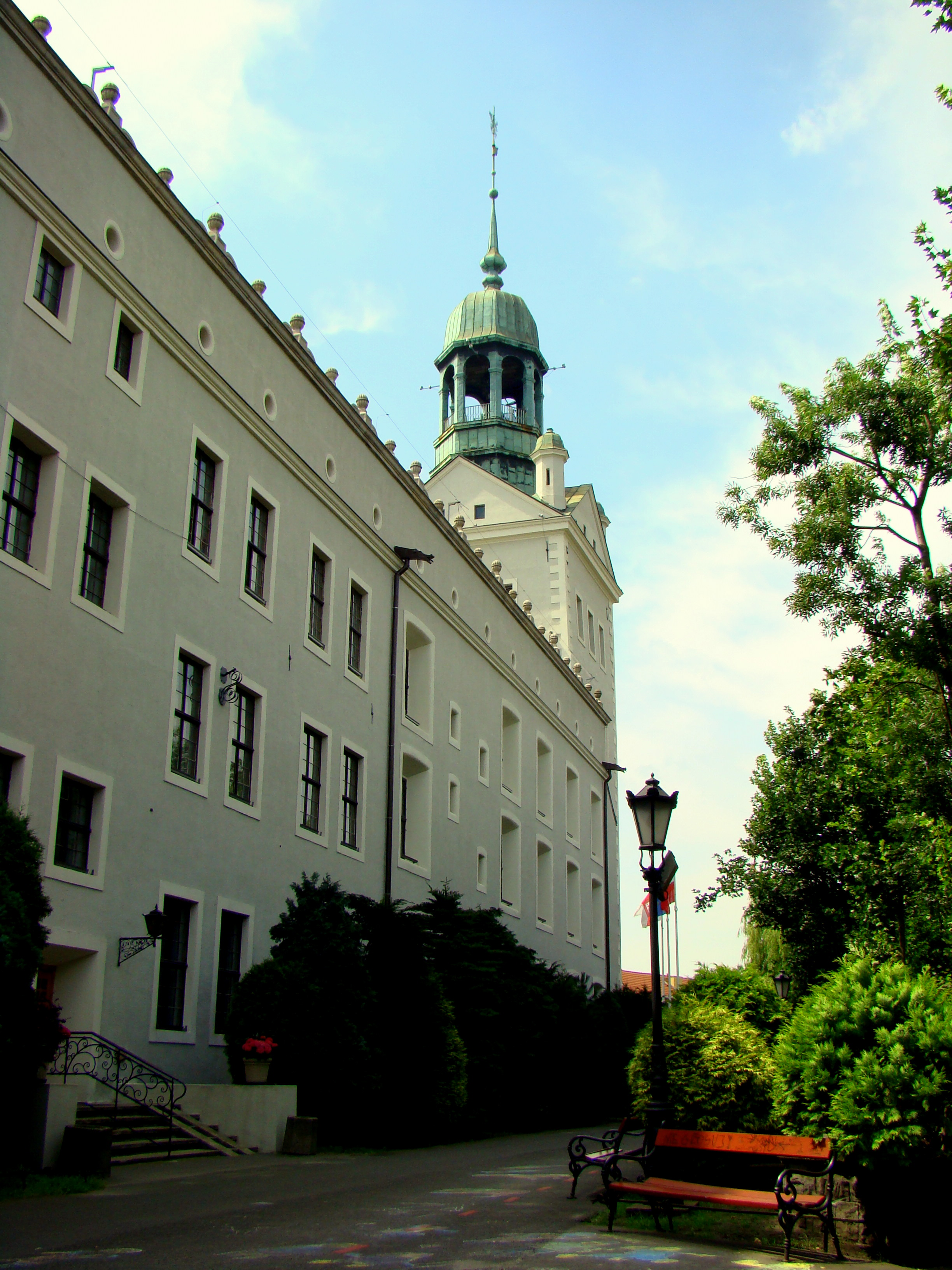
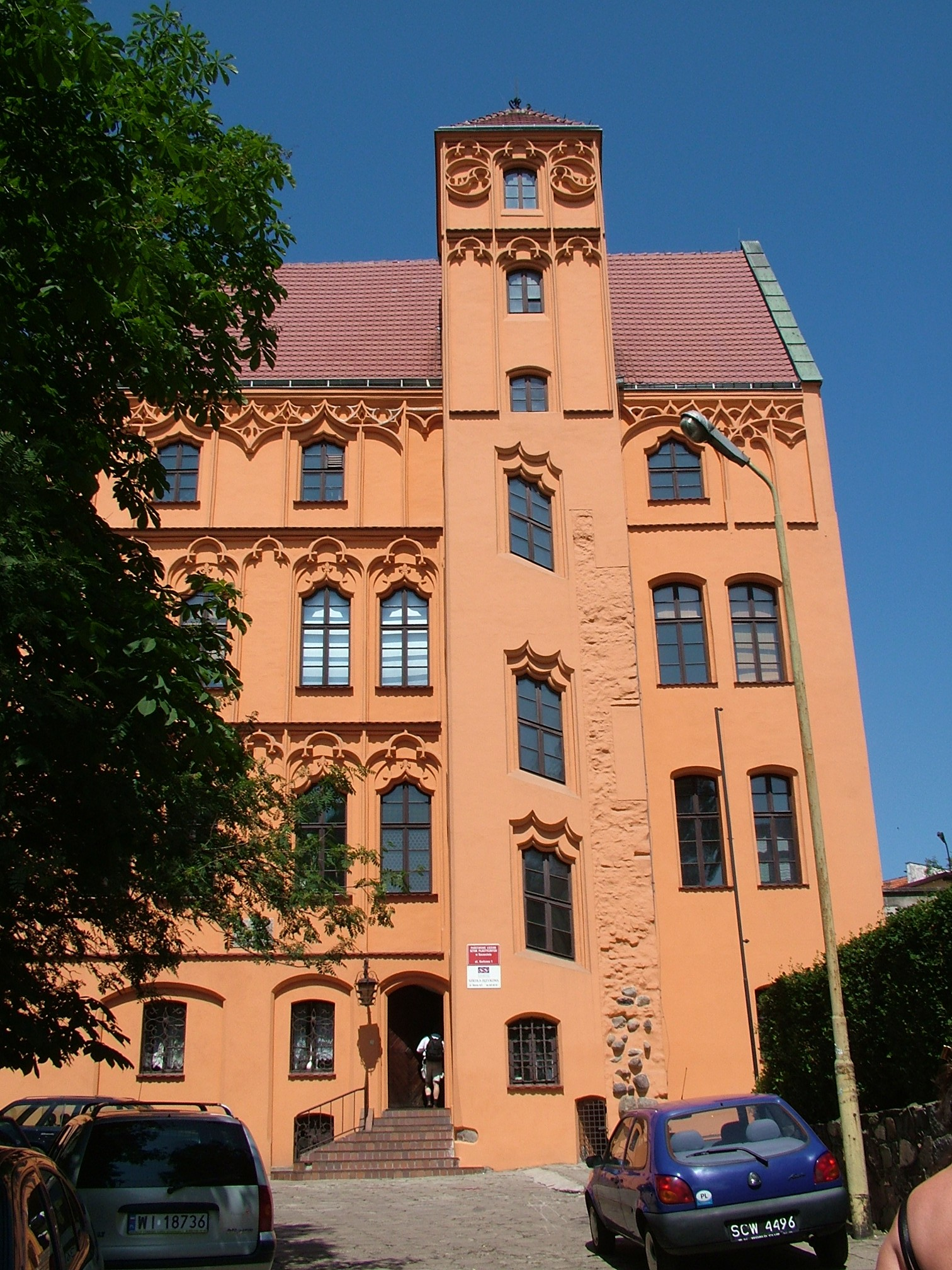
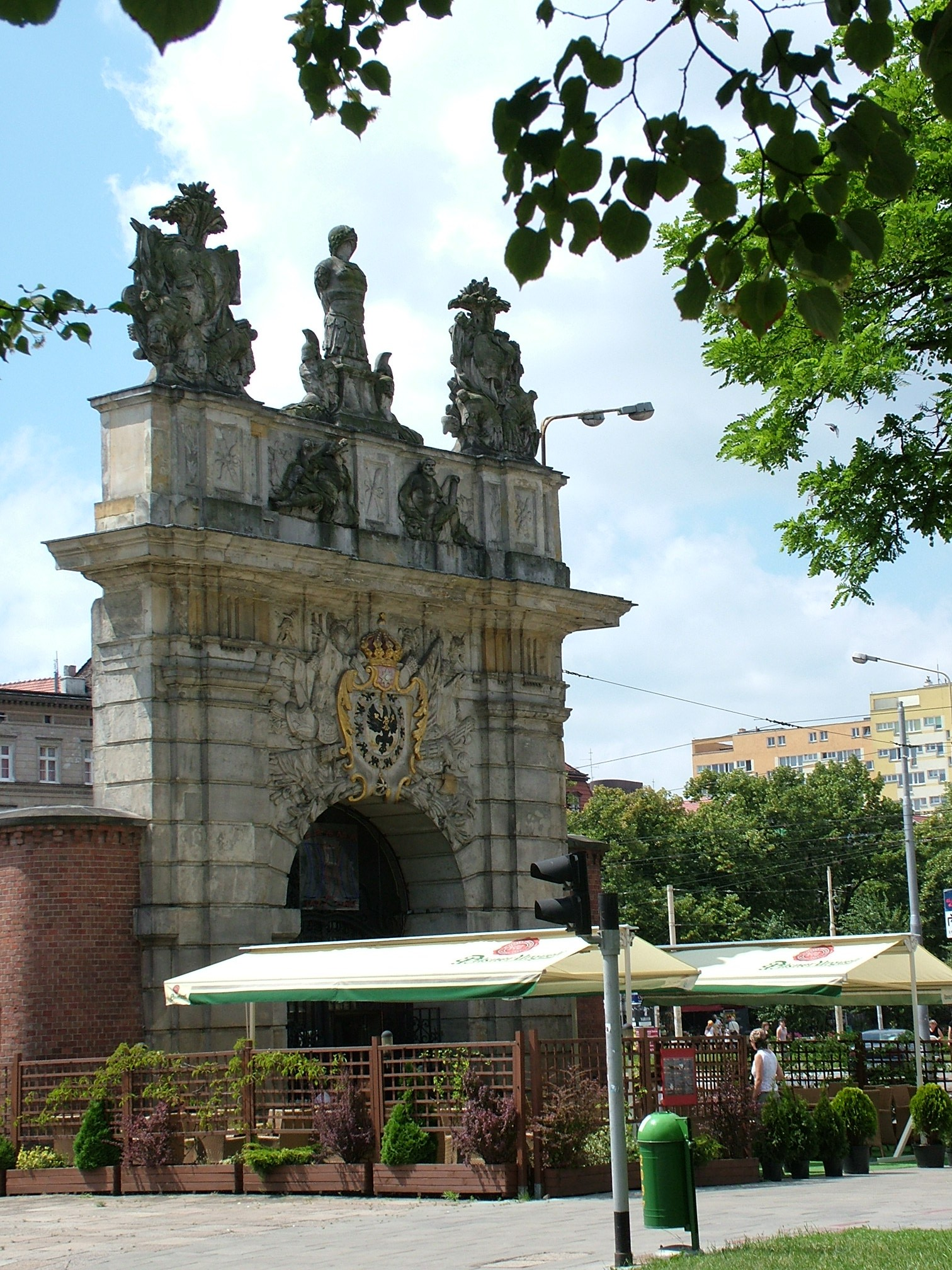
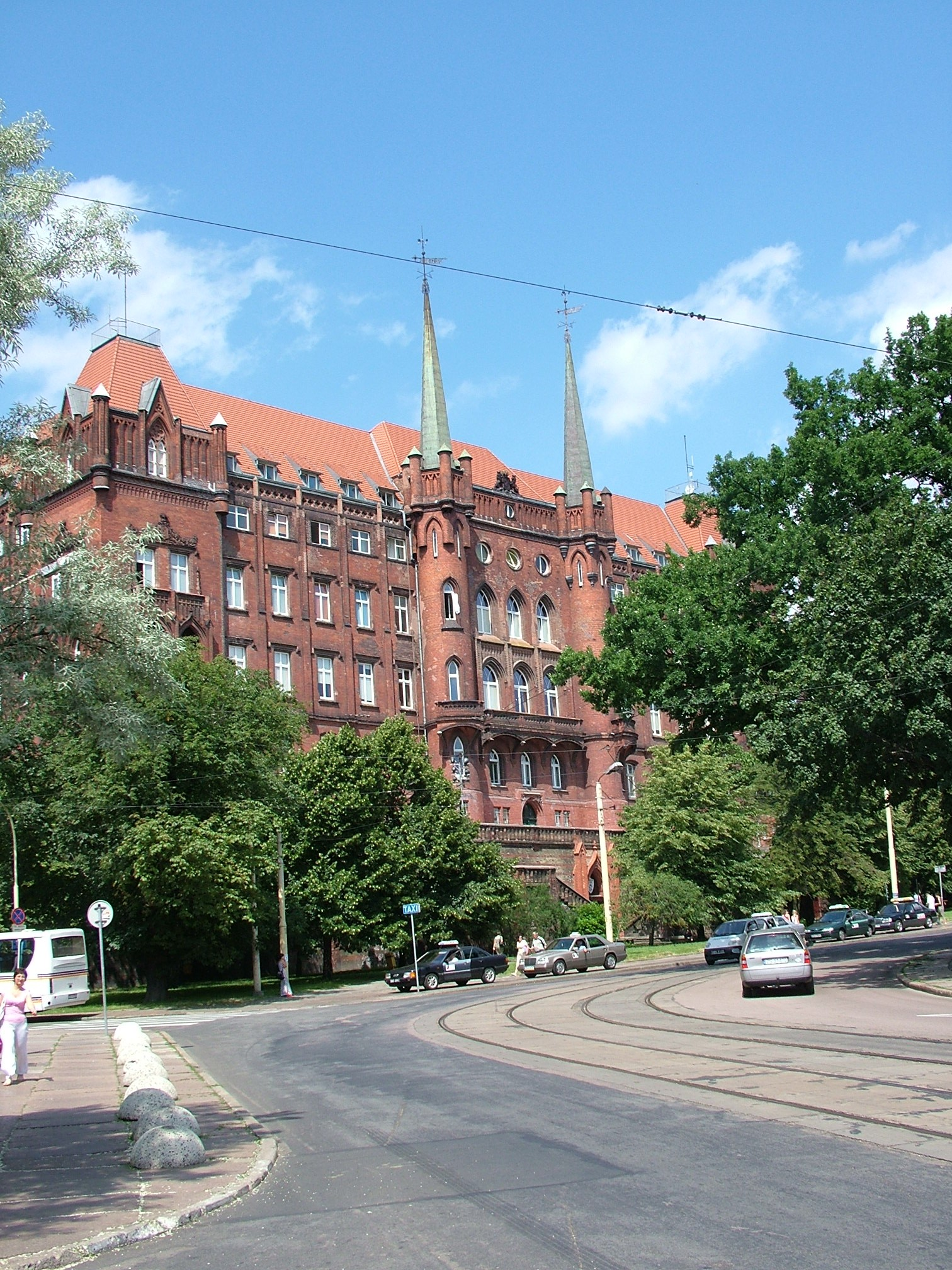
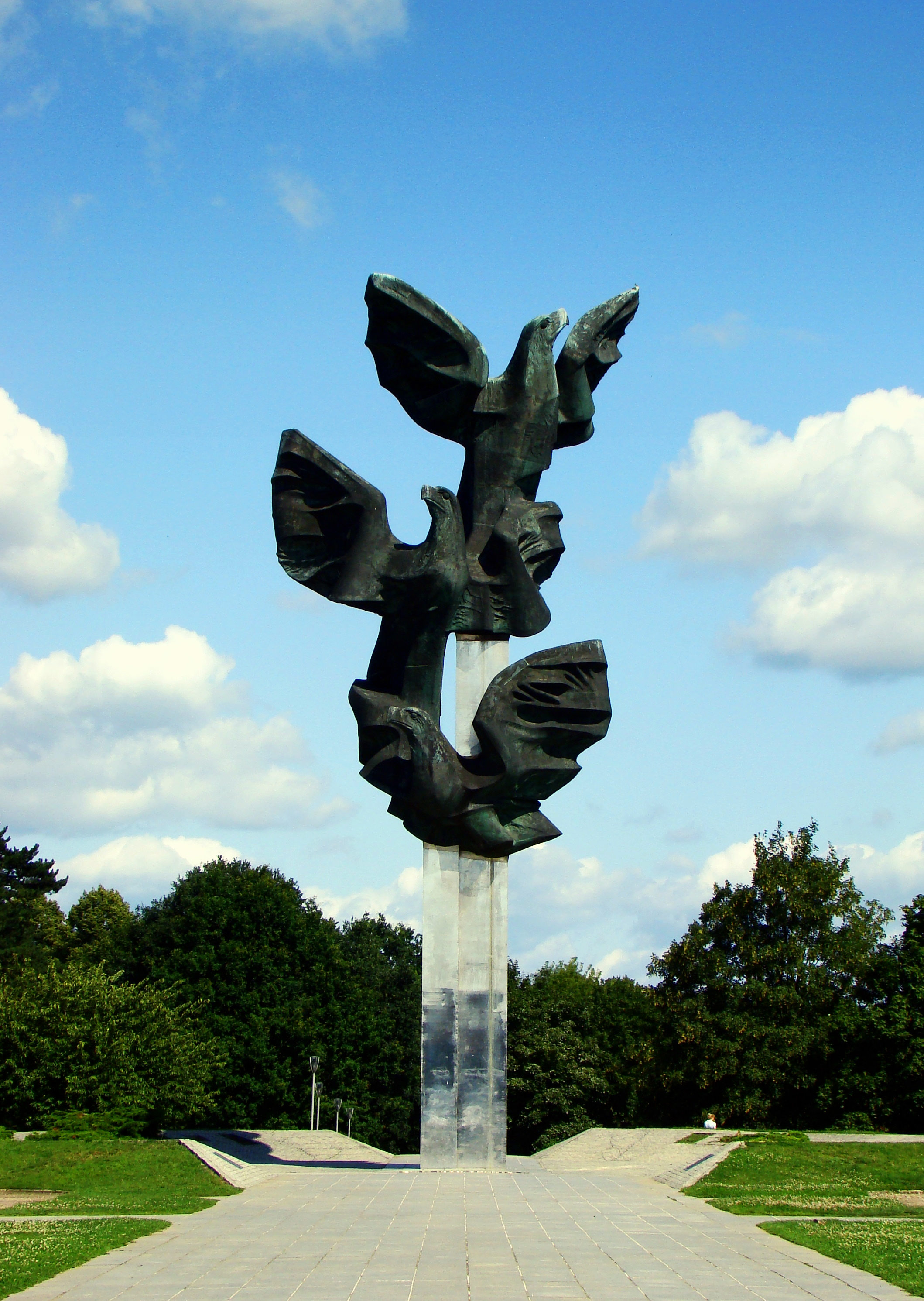
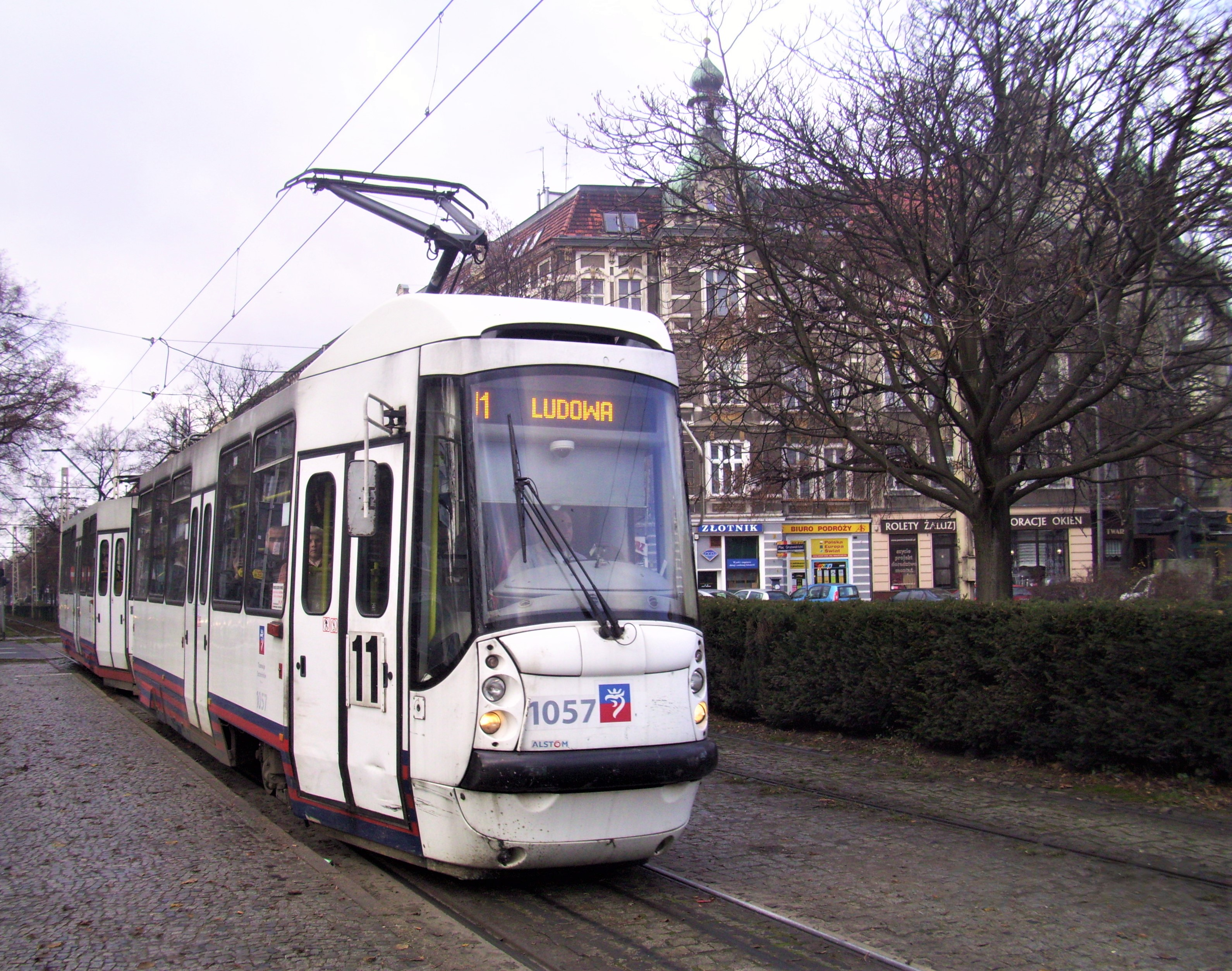
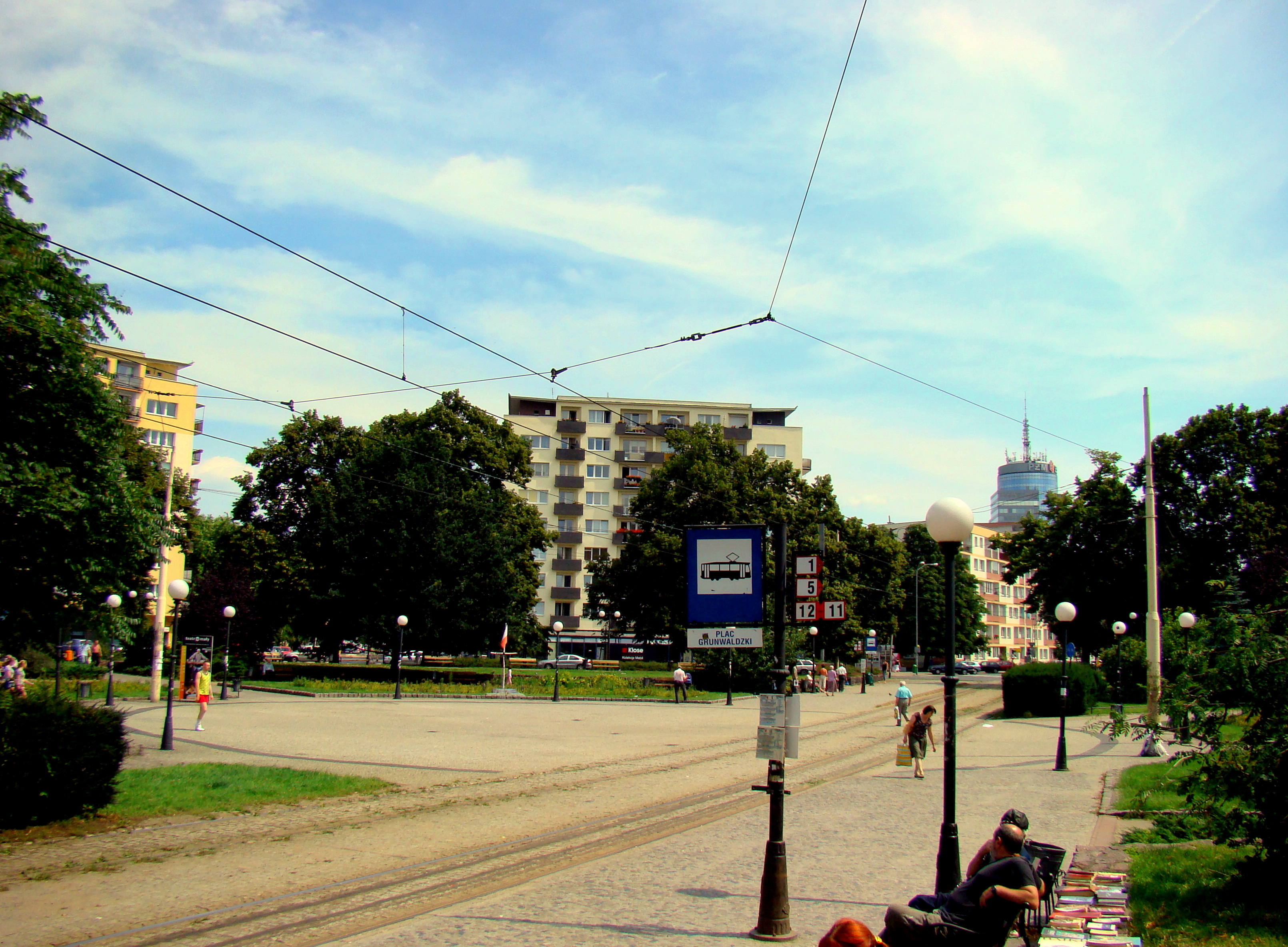
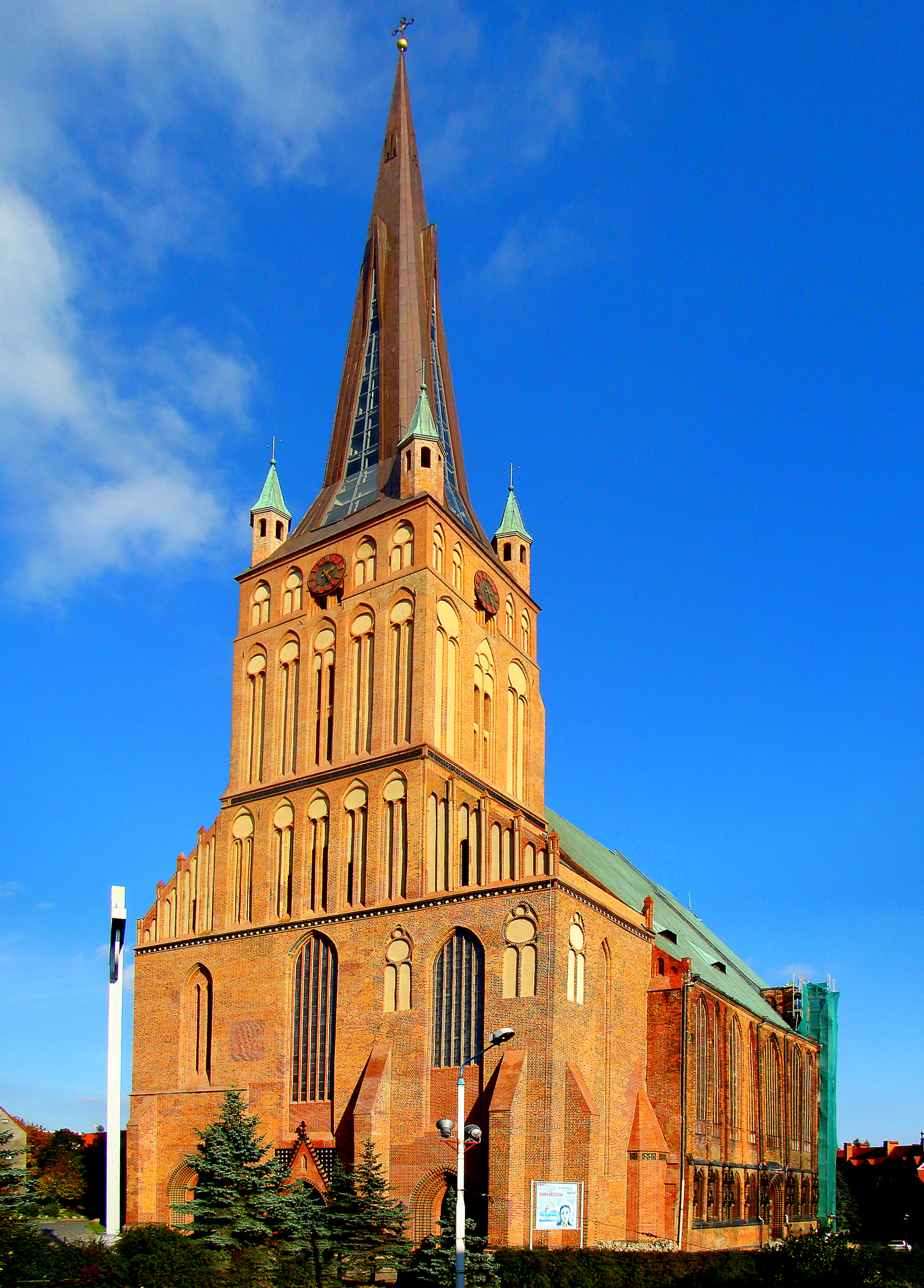
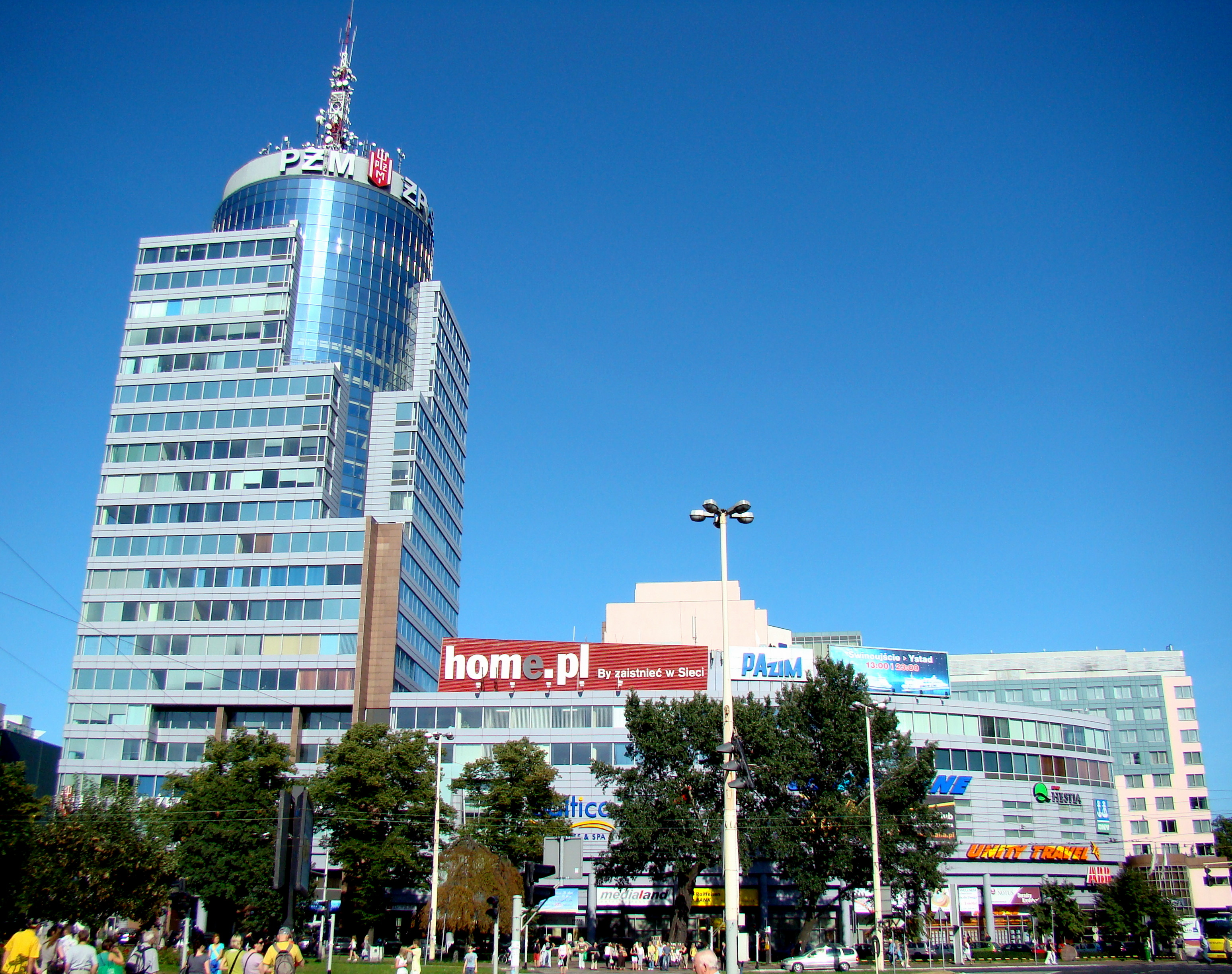
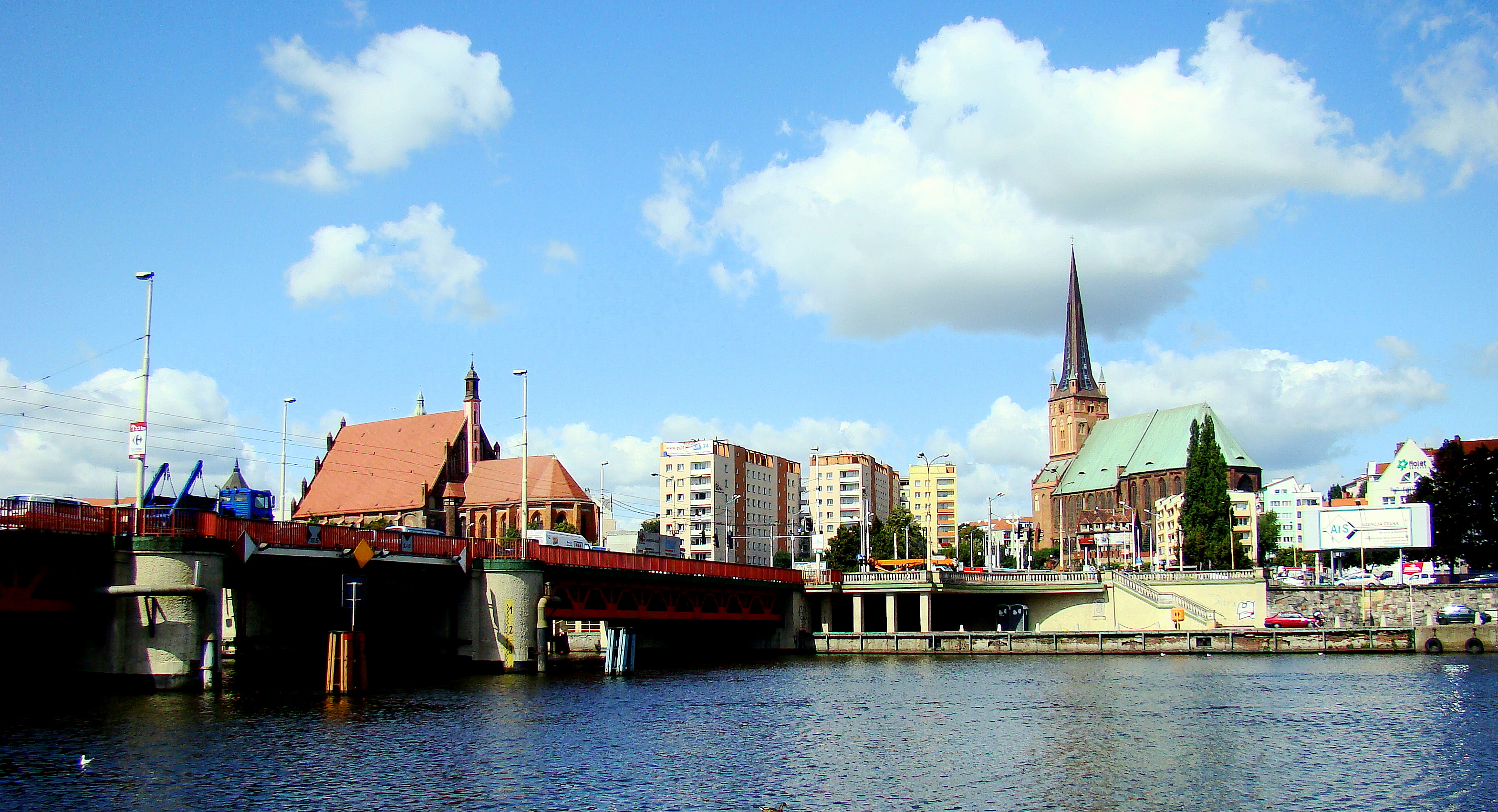
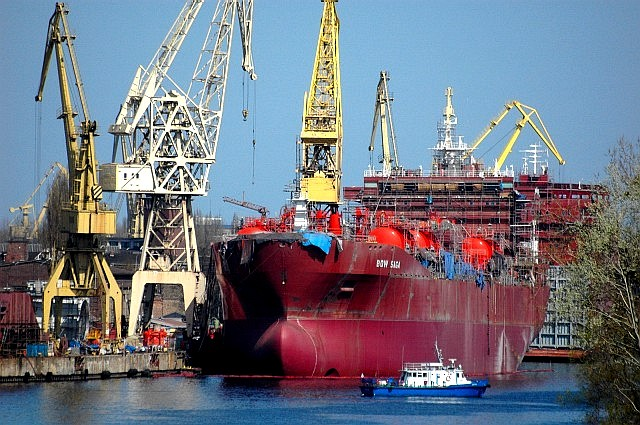

- Tập tin:The tall ships races.jpg